# Daniel Ioniță
Daniel Ioniță, född 2 februari 1968 i Bukarest, Rumänien, är en rumänsk diplomat.  Han är i januari 2024 Rumäniens ambassadör i Sverige och tjänstgjorde tidigare som Rumäniens ambassadör i Norge och Moldavien. Han var också statssekreterare för Rumäniens utrikesministerium. Han tilldelades National Order of Merit, Riddargrad 2002 och National Order of Faithful Service, Officersgrad 2013. Han är gift med Lavinia Cătălina, med vilken han fick dottern Iris Maria (född 1994).